# قمری-بلدرچین‌ها
قمری-بلدرچین‌ها (نام علمی: Geotrygon) یک سرده از پرندگان خانواده کبوتر و قمری (کبوتران) است که اعضای آن قمری‌بلدرچین نامیده می‌شوند و همه در نوگرمسیری زندگی می‌کنند. گونه‌های این سرده در محدوده‌هایی از جنوب مکزیک و آمریکای مرکزی تا هند غربی و آمریکای جنوبی هستند. قمری‌بلدرچین‌ها پرندگان زمینی هستند که در جنگل‌های انبوه زندگی، لانه‌سازی و تغذیه می‌کنند. آنها به دلیل رنگ بنفش تا قهوه‌ای با علائم روشن و تیره صورت خود قابل توجه هستند.